# Hongqi LS5
- Petrol:  - 4.0 L twin-turbo V8

Hongqi LS5 — це повнорозмірний позашляховик класу люкс, вироблений китайським виробником автомобілів Hongqi, який є дочірньою компанією FAW Group. Він був вироблений в період з 2015 по 2017 рік і призначався виключно для використання китайським урядом.

## Огляд

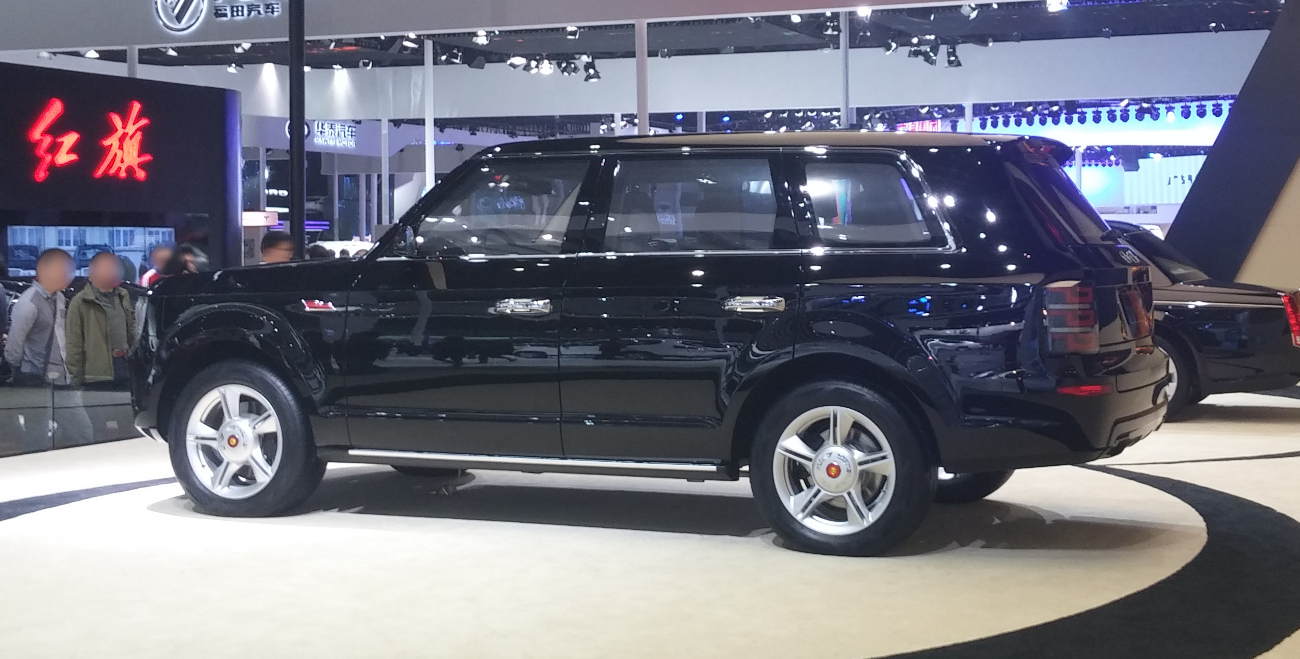
Концепт Hongqi LS5 на автосалоні в Шанхаї 2015 (збоку та ззаду)

Hongqi LS5, під кодовою назвою P504 під час розробки у 2014 році, був вперше представлений на Auto Shanghai 22 квітня 2015 року в Шанхаї, Китай, як прототип і перший серійний позашляховик Hongqi. Оновлений прототип зі зміненими фарами, задніми ліхтарями, бамперами та бічними дзеркалами, серед інших незначних оновлень, був представлений на автосалоні Auto China у Пекіні у 2016 році.
Hongqi готувався до запуску SUV з 2009 року, починаючи з концепції Hongqi SUV. Лише у 2012 році компанія Hongqi підтвердила, що випустить позашляховик, виробництво якого заплановано на 2014 рік. Однак перший позашляховик, LS5, був початий виробництвом наступного року у вересні 2015 року на фабриці Hongqi у Чанчуні, Цзілінь. Важливо відзначити, що він ніколи не був призначений для цивільного використання. Замість цього, він був вироблений як малосерійний лімузин для уряду Китаю, Комуністичної партії Китаю та чиновників Народно-визвольної армії, аналогічно до BAIC BJ90, який спочатку був призначений лише для уряду. Першим цивільним SUV в лінійці Hongqi став компактний кросовер HS5, який вийшов у 2019 році. Крім того, Hongqi представив цивільний позашляховик серії LS у 2021 році, який отримав назву LS7.
Було випущено кілька екземплярів Hongqi LS5, усі у трьох різних кольорах; чорний, білий і військово-зелений. Білий екземпляр LS5 виставлений у Пекінському автомузеї.

## Технічні характеристики

### Двигун
Hongqi LS5 оснащений 4,0-літровим двигуном V8 з подвійним турбонаддувом, який видає 381 к.с. і крутний момент 530 Нм. Цей двигун дозволяє LS5 розганятися від 0 до 100 км/год (62 миль/год) за 8,1 секунди і досягати максимальної швидкості 220 км/год (137 миль/год).

### Інтер'єр
Інтер'єр серійного Hongqi LS5 має інше, більш сучасне кермо, ніж те, що було в концепті 2015 року, а також великий центральний сенсорний екран і цифрову панель приладів.